# 新墨西哥軍團
新墨西哥軍團（英語：Army of New Mexico）是美國內戰時期南方的一支軍團，由H. H. Sibley於1861年12月14日組成。人數達3,700人，曾有過光耀的戰績，但1862年就被打退至田納西州。